# Mutant: Undergångens arvtagare
För övriga versioner av rollspelet Mutant, se Mutant (rollspel)
Mutant: Undergångens arvtagare (förkortat Mutant: UA eller MUA) är den tredje inkarnationen av det svenska rollspelet Mutant utgiven av Järnringen på licens från Paradox Entertainment. Spelet är en ny version av det ursprungliga Mutant från 1984, och bygger alltså inte vidare på den andra inkarnationen, Mutant 2089.
Utgivningen började 2002 och avslutades 2008.
Mutant: UA utspelar sig i ett fiktivt, postapokalyptiskt "Skandien" där mer eller mindre muterade människor och muterade djur försöker skapa en ny civilisation. Vår civilisation har under oklara former utplånats och lämnat efter sig ett mycket förändrat landskap. När detta hände är oklart men bilder och beskrivningar antyder att civilisationen som föll mycket liknar ett nutida Sverige. Av denna civilisation återstår bara flerhundraåriga övervuxna ruiner och obeboeliga "Zoner" som täcker alla större forntida städer; Stockholm täcks exempelvis av "Musközonen" och Malmö/Köpenhamn täcks av "Möken".
Några få människor överlevde undergången genom att i generationer sitta instängda i underjordiska enklaver. Enklaverna tycks ha bekrigat varandra under något skede och det är oklart när enklavsamhällena bröt samman och tvingade människorna att söka sig upp till ytan. I kampen för att överleva ibland allehanda muterad flora och fauna gick mycket av enklavernas kunskaper snart förlorade. Tiden innan enklavmänniskorna började organisera större samhällen ovan jord beskrivs som en svart tidsålder. Hur lång tid som verkligen förflutit sen människorna kom upp från enklaverna lämnas osagt, men i Mutant:UA:s gryningsvärld så har det har existerat en fungerande statsbildning i Mellansverige - Pyrisamfundet - i dryga tvåhundra år.
Pyrisamfundet brer ut sig över norra Götaland och västra Svealand och har tre stora befolkningscentra: huvudstaden Hindenburg (i trakten av nuvarande Västerås), Pirit (Jönköping) och Nordholmia (i Dalarna). Riket är avgränsat av "norra ödemarkerna", "västra utmarkseländet" och "Frihetens slätter" (Skåne, Blekinge och Halland). I norr befolkat av rallare ledda av den förskräcklige babbaren (jättelik muterad mammut) Baronen och i söder av nomadiserande klaner av bildyrkare som följer Vråålet (en automatiserad oljerigg). De närmaste staterna, förutom de många stadsstaterna såsom Göborg (norr om dagens Göteborg) och Moss (väster om Oslo), är Ulvriket (Danmark), Gotland och Ålänningarna.
En av de centrala premisserna i Mutant: UA är att både undergången och uppstigandet ur enklaverna är höljda i ett närmast mytologiskt dunkel. Människorna i Mutantskandinaviens syn på det förflutna liknar också en blandning av förfädersdyrkan och lastbåtskult där upphittade "forntidsmanicker", vare sig det gäller plastbestick, plasmagevär eller pansarbandvagnar, är mycket exklusivt. Det finns således två helt olika teknologiska nivåer i Mutant: UA: dels "forntidens" nivå som är mer avancerad än dagens (med fullt autonoma robotar, stasis-fält, plasmavapen, "MMO-kuber" som kopplas upp direkt mot hjärnan etc) men som man numera bara han hitta fynd av i de farliga zonerna. Dels "nutidens" tekniska nivå som grovt motsvarar artonhundratalets. Pyrisamfundet behärskar ångkraft och till viss del förbränningsmotorn samt har börjat massproducera bakladdade skjutvapen. De enda överlevande från forntiden som skulle kunna berätta om det förflutna är de enstaka robotar som virrar omkring i den nya världen, men dessa har raderat sina gamla minnen för att få plats med nya och har inte mycket att tillföra, och de få, om några, människor som överlevt kryosömn (nedfryst tillstånd). Skrifter på forntida svenska kan bara ett fåtal så kallade "kunskapare" läsa.
En annan central del av Mutant:UA:s mytologi är konflikten mellan "människorna" och "mutanterna" (muterade människor, muterade djur och psi-mutanter). De senare hålls oftast borta från de nya samhällenas toppar med närmast apartheid-liknande regler. Liksom, av andra skäl, robotarna. De radikalt militariserade rubbitarna (förvuxna kaniner) är egentligen den enda större grupp muterade djur som lever avskilt från människorna. Drivna av ett paniskt hat mot allt som liknar "köttätare" håller de sig för sig själva i stora underjordiska riken.
Mutant:UA pendlar stilistiskt mycket skickligt mellan dystopi, vilda västern och modern science fiction som steampunk. Inspirationskällorna kan sägas vara allt ifrån Mad Max-filmerna till Astrid Lindgren.[källa behövs] Spelets mekanik är förhållandevis enkel och baseras på samma procentchans-system som de tidigaste utgåvorna av  Drakar och Demoner, med andra ord BRP (Basic Roleplaying-systemet uppfunnet av Chaosium Inc).
En stor del av varumärket var Järnringens forum. Där diskuterades spelvärlden dagligen av ett stort antal forummedlemmar och stora mängder information fanns att tillgå. Dessvärre togs forumet när Järnringen beslutade att sluta publicera spelet och all information gick förlorad.
Det finns även en kortfilm/musikvideo som baserar sig på rollspelet. Den släpptes 2006 i samarbete med filmpool nord och film i Västerbotten. Kunskapens pris: balladen om den vilsne vandraren

## Utgivna produkter
- Mutant: Undergångens arvtagare Regelbok (2002)
- Vid regnbågens slut (2002)
- Pirit - Den innersta kretsen (2003)
- Spelledarskärm och Hotell Hote (innehåller även det tryckta äventyret "Hotell Hote")
- Zonernas zoologi (2003)
- Mutant: Undergångens arvtagare Regelbok, reviderad utgåva (2004)
- Nordholmia - Kaiserns testamente (2005)
- Kalabaliken i Karle (2005)
- Spelarboken (2005) (se nedan)
- Göborg - Encyklopedistens klagan (2005)
- Hindenburg - Min älskade (2006)
- Österhavets otämjda riken (2007)
- Ulvriket - Det eviga kriget (2008)
- Ulvriket - Den längsta marschen (2008)

Dessa fyra häftade böcker har även återutgivits samlade i "Spelarboken":
- Spelarbok I - Härskaren & ättlingen (2005)
- Spelarbok II - Rebellen & överlevaren (2005)
- Spelarbok III - Väktaren & vidundret (2005)
- Spelarbok IV - Tjänaren & underverket (2005)

Till detta kan även tilläggas den skönlitterära boken:
- Blodsmak - Ett fall för Sennja Maler (Henrik Örnebring, 2006)